# Geranomyia torta
Geranomyia torta är en tvåvingeart som först beskrevs av Alexander 1938.  Geranomyia torta ingår i släktet Geranomyia och familjen småharkrankar. Inga underarter finns listade i Catalogue of Life.